# Bernard Rogier van Foix
Bernard Rogier van Foix (circa 962 - 1034) was van 1011 tot aan zijn dood graaf van Foix en Couserans en van 1030 tot aan zijn dood graaf van Bigorre. Hij stamde uit het huis Comminges en was de grondlegger van het huis Foix.

## Levensloop
Bernard Rogier was de zoon van graaf Roger I van Carcassonne en diens echtgenote Adelheid van Rouergue. Na de dood van zijn vader in 1011 erfde zijn oudere broer Raymond I de graafschappen Carcassonne en Comminges, terwijl Bernard Rogier de graafschappen Foix en Couserans erfde.
Hij was de stichter van het huis Foix dat het gelijknamige graafschap eeuwenlang zou besturen. Nog tijdens het leven van zijn vader huwde hij met Gersendis, dochter en erfgename van graaf Garcia Arnold van Bigorre. Na diens dood in 1030 bemachtigde Bernard Rogier het graafschap Bigorre.
Bernard Rogier liet de vierkanttoren van het kasteel van Foix bouwen. Hij maakte Foix tot de hoofdstad van zijn grondgebieden, waarna vanuit het kasteel een stad groeide. Ook deed hij verschillende schenkingen aan het klooster van Foix, waar hij na zijn dood in 1034 werd begraven.

## Nakomelingen
Bernard Rogier en Garsenda kregen volgende kinderen:
- Bernard II (overleden in 1077), graaf van Bigorre
- Rogier I (overleden in 1064), graaf van Foix
- Peter (overleden in 1071), graaf van Couserans
- Heraclius, bisschop van Bigorre
- Gilberga (1015-1049), huwde in 1036 met koning Ramiro I van Aragón
- Stephanie (overleden in 1054), huwde in 1038 met koning García III van Navarra